# ACORN (Geodemografie)
ACORN (Akronym für A Classification Of Residential Neighbourhoods = Eine Klassifizierung von Wohngebieten) ist das eingetragene Warenzeichen des britischen Zweigs von CACI für ein Klassifikationsschema britischer Haushalte (England, Schottland, Wales und Nordirland). Nach eigenen Angaben ist ACORN das führende Werkzeug zum Klassifizieren von Kundenbedürfnissen auf der Basis von geodemografischen Merkmalen. Es wird als Grundlage für Marketingmaßnahmen verwendet.
ACORN enthält sämtliche 1,9 Millionen Postleitzahlen Großbritanniens, die in über 125 demografischen Statistiken unter Einbeziehung von 287 Lifestyle-Variablen erstellt wurden. Es entstehen 18 Acorn-Gruppen
ACORN bildet eine Grundlage für die offizielle Statistik der Hauspreisindizes in England und Wales. Die Qualität von ACORN wird vom Office for National Statistics für hinreichend gut beurteilt, um in der Hauspreisstatistik als Grundlage verwendet zu werden.